# 몬테아길라
몬테아길라(스페인어: Monte Águila)는 칠레 비오비오주 비오비오현에 위치한 도시로 인구는 6,574명(2017년 기준)이다. 도시 이름은 스페인어로 "독수리의 산"을 뜻한다.

## 갤러리

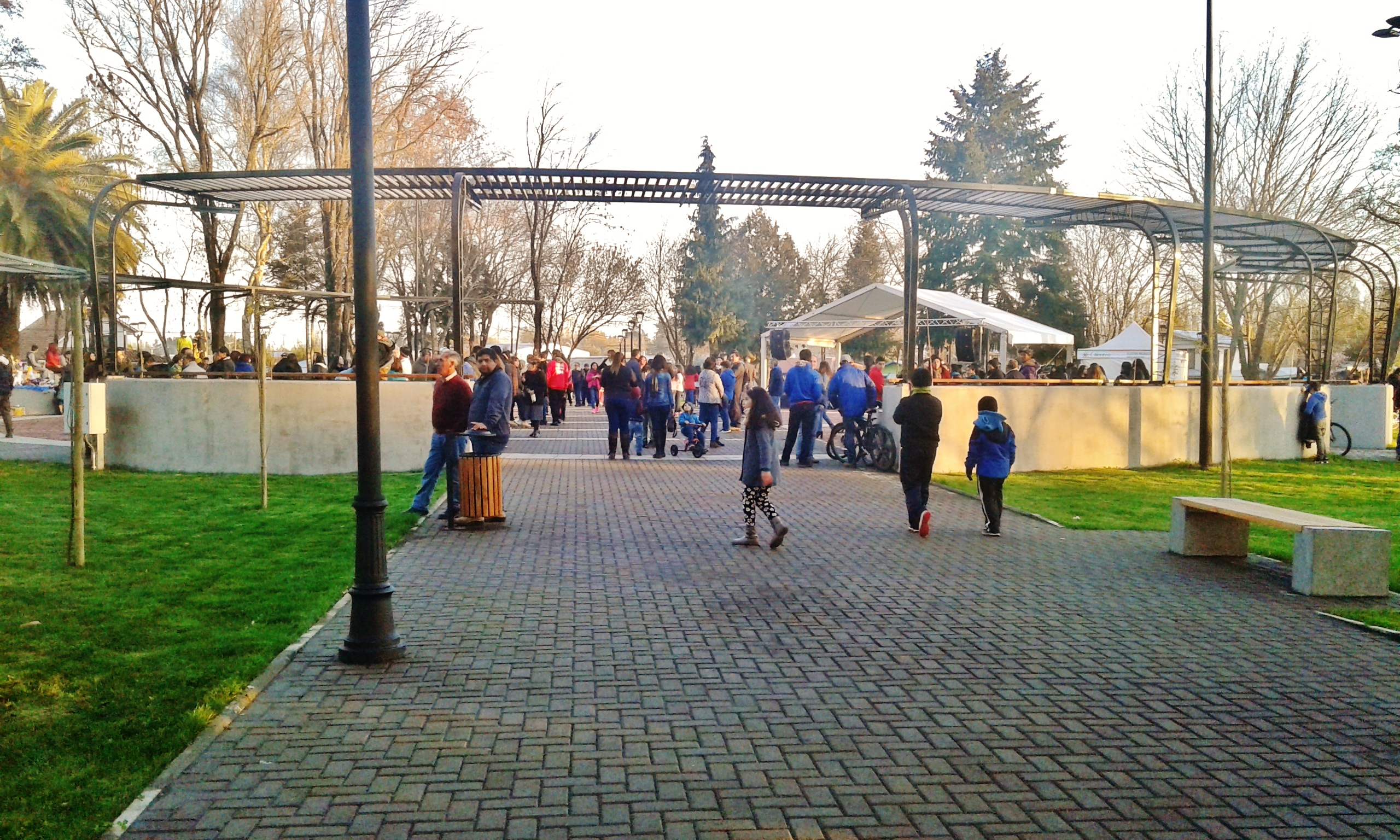
메인 광장.
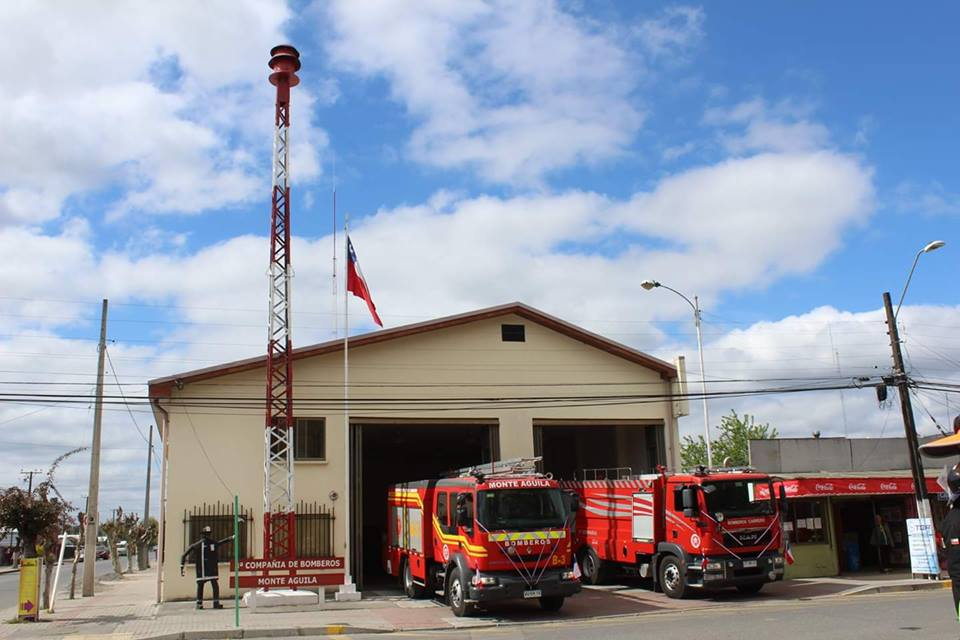
소방서.
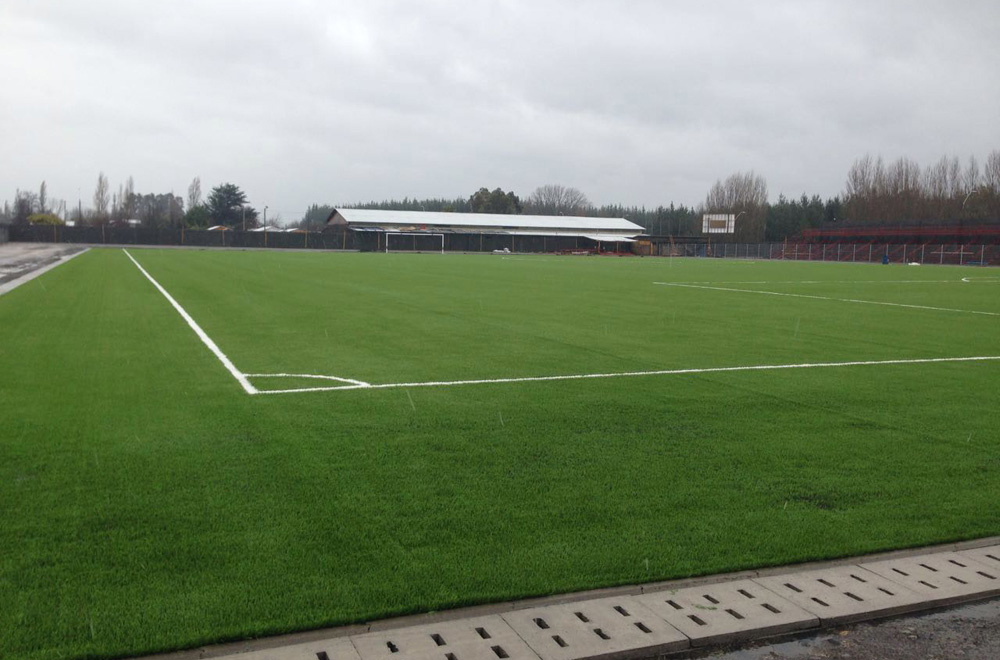
축구 경기장.
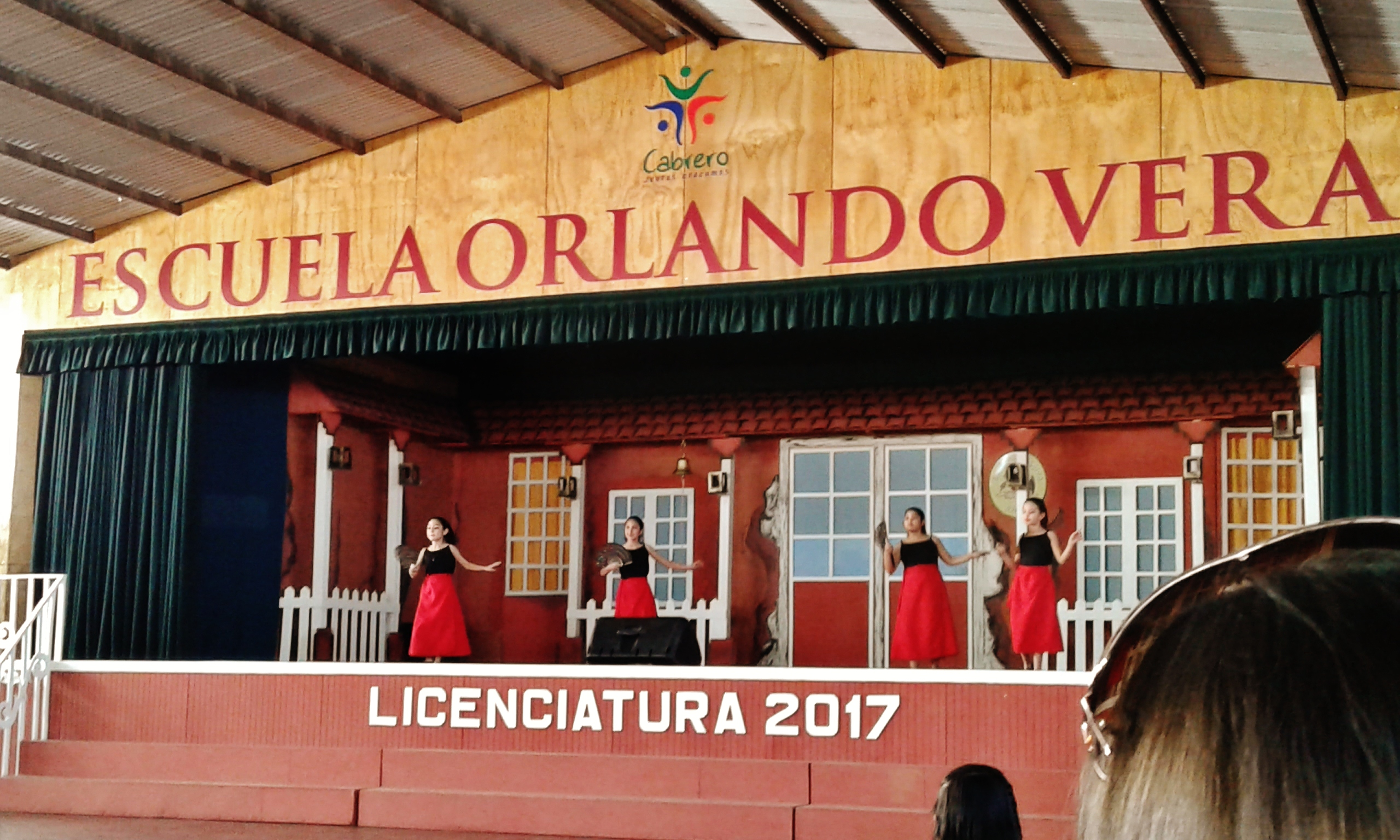
학교.